# Nymfe (mytologi)
 For alternative betydninger, se Nymfe. (Se også artikler, som begynder med Nymfe)
En nymfe er en naturånd i den græske mytologi. Der er forskellige typer, afhængigt af hvilke dele af naturen de knytter sig til. De mest kendte er dryader, der hører til træer, najader der hører til vand, og oreader, der hører til bjergene.
De har en del fællestræk med elve- og elle-folket i den nordiske mytologi og naturånderne i shinto.